# 瀬戸内共同火力
瀬戸内共同火力株式会社（せとうちきょうどうかりょく）は、広島県福山市に本社を置く卸電気事業者である。

## 概要
JFEスチールと中国電力の共同出資により設立された企業である。JFEスチール西日本製鉄所（福山地区）構内にある福山共同発電所と、同社西日本製鉄所（倉敷地区）構内にある倉敷共同発電所において、同製鉄所で発生する副生ガス（高炉ガスなど）を燃料として火力発電を行い電気を供給している。

## 沿革
- 1965年7月 - 日本鋼管（当時）と中国電力の共同出資により、福山共同火力（当時）を設立
- 1965年10月 - 川崎製鉄（当時）と中国電力の共同出資により、水島共同火力（当時）を設立
- 2006年7月 - 福山共同火力と水島共同火力を合併し、瀬戸内共同火力を発足

## 発電所
- 福山共同発電所　広島県福山市鋼管町1番地
  - 認可出力合計 844MW
- 倉敷共同発電所　岡山県倉敷市水島川崎通1-12
  - 認可出力合計 614MW